# Svanetia caucasica
Svanetia caucasica (лат.) — вид наземных стебельчатоглазых брюхоногих моллюсков семейства лимацид (Limacidae). Единственный представитель монотипического рода Svanetia. Небольшой слизень длиной до 40—45 мм. Окраска от тёмно-бурой или почти чёрной до голубовато-серой. Середина спины и мантии всегда темнее периферии и боков тела, которые могут быть белые. Вид обитает на субальпийских и альпийских лугах центральной части Большого Кавказа, поднимаясь до высоты 3000 м над уровнем моря. Живёт среди камней и в щелях скал.

## Описание
Небольшой слизень: длина ползущей особи до 40—45 мм (длина мантии до 18 мм), сократившейся — до 35 мм (длина мантии до 14 мм). Тело стройное, к заднему концу суженное. Киль чёткий, занимает не менее 3/4 длины спины, иногда достигая мантии. Мантия занимает немного меньше половины длины тела. Передняя часть мантии закруглённая, задняя нередко имеет вырезку против киля. Капюшон крупный, составляет более 1/3 длины мантии. Пневмостом в задней половине мантии. Кожа толстая. Морщины крупные и разделёны глубокими бороздами. Между мантийной щелью и серединой спины размещается 14—16 рядов морщин.
Окраска от тёмно-бурой или почти чёрной до голубовато-серой (молодые особи могут быть синевато-чёрными или почти белыми). Она слагается из светлого фона и микроскопических тёмных точек (меланофоров), разбросанных на нём. Середина спины и мантии всегда темнее периферии и боков тела, которые могут быть белые. Кожа вокруг пневмостома светлая. Подошва белая.
Раковина продолговато-овальная, с микроскопической кольцевой исчерченностью. У одного экземпляра с длиной 44 мм (в ползущем состоянии) её размеры составляли 7 × 4,7 мм.
Срединный и боковые зубы радулы с тремя зубцами, лишь несколько самых внешних боковых — с двумя. Краевые зубы шиповидные или кинжаловидные, с одним зубцом. Пример формулы радулы:
{\displaystyle {\frac {c}{3}}+{\frac {18b}{3}}+{\frac {3b}{2}}+{\frac {13k}{1}}\times 100.}
Кишечник не закручен. Вторая и третья петли приблизительно одной длины и смещены назад. Первая петля простирается назад немного дальше, чем остальные. Место перехода пятого колена в шестое иногда заметно вытянуто, образуя подобие слепой кишки. Обе доли печени не достигают вершины внутренностного мешка, которую занимает гермафродитная железа.
Ретрактор правых щупалец проходит через щель между пенисом и яйцеводом.

### Половая система
Гермафродитная железа слабо закрыта другими органами. Гермафродитный проток образует очень сильные извивы впереди. Белковая железа очень крупная. Спермовидукт образует слабые извивы и один очень резкий, лежащий в дорсовентральном направлении, и заметный даже у молодых слизней. Семяпровод очень короткий и толстый. Пенис короткий, разделён на несколько отделов. В среднем отделе пениса имеется крупная папилла. Пениальный ретрактор крепится к заднему и переднему отделу пениса. Яйцевод короткий. Семяприёмник почти цилинрический, с толстыми и необычно мускулистыми стенками, не разделён на проток и резервуар.
Среди лимацид только Svanetia caucasica имеет папиллу в пенисе и необычное внутреннее строение семяприёмника, в связи с чем выдвигалось предположение, что механизм копуляции у этого вида может отличаться от других представителей семейства.

## Распространение и экология
Вид обитает на субальпийских и альпийских лугах центральной части Большого Кавказа, поднимаясь до высоты 3000 м над уровнем моря. Живёт среди камней и в щелях скал.

## Таксономия
Впервые вид был описан немецким зоологом Генрихом Зимротом в 1898 году под названием Limax caucasicus по материалу с горы Майорша (у Коби) на юго-западе Казбека (типовое местонахождение вида). Тогда же автор описал ещё два вида — Limax ananowi и Limax amaloides. Все эти слизни были найдены в соседних пунктах Военно-Грузинской дороги и для них Зимрот считал характерным наличие зачатка эпифаллуса, за который он принимал задний отдел пениса. В 1902 году автор описал вариетет L. ananowi — Limax ananowi var. imereticus.
В 1912 году Зимрот описал вариетет L. ananowi — Limax ananowi var. alticola, а также новый вид — Limax svaneticus. Пауль Гессе в 1926 году отмечал, что L. svaneticus может быть выделен в отдельный подрод, для которого он предложил использовать название Svanetia.
В 1980 году Илья Михайлович Лихарев и Анджей Хуберт Виктор свели Limax ananowi, Limax amaloides и Limax svaneticus в синонимы к Limax caucasicus, так как различия между этими видами связаны с изменчивостью окраски и возрастными отличиями в строении гениталий. Эти же авторы выделили L. caucasicus в отдельный род — Caucasolimax (видовое название — Caucasolimax caucasicus), однако, в 2003 году Шилейко Анатолий Алексеевич свёл это название в синонимы, использовав для данного рода ранее предложенное название Svanetia.
Согласно Лихареву и Виктору, роду Svanetia наиболее близки роды Gigantomilax, Caspilimax и Malacolimax, так как для них всех характерен короткий семяпровод и мешковидный или цилиндрический пенис.

### Типовые экземпляры
В Зоологическом институте Российской Академии наук имеются следующие типовые экземпляры вида и его синонимов (лектотипы обозначены Лихаревым и Виктором): Limax ananowi (лектотип и 3 паралектотипа, найденных в окрестностях Гулаура на Военно-Грузинской дороге), L. ananowi var alticola (лектотип и 3 паралектотипа, найденных на горе Хочалдаг у Лагодехи в альпийской зоне 16 июня 1907 г.), L. ananowi var imereticus (голотип, найденный в Опршети в Имеретии в июне 1877 г.), L. caucasicus (голотип), L. svaneticus (лектотип, найденный на северном склоне Латпарского ущелья в Сванетии 6 августа 1910 г.).

## Комментарии
1. ↑  c — срединный, b — боковые, k — краевые зубы; в знаменателях дробей указано число зубцов.
2. ↑  Заявленная дата публикации 1901 год, но см. Zoologisches Centralblatt, 9[9] (с. 702): «Die… im Sommer 1902 herausgegebene Monographie» («… монография, изданная летом 1902 года»)[10].